# Mario Caciagli
Mario Caciagli (Pontedera, 22 ottobre 1923 – Le Focette, 14 giugno 1993) è stato un calciatore e allenatore di calcio italiano.

## Biografia
È scomparso a Firenze, dove viveva, a causa di un arresto cardiaco nel 1993 mentre si accingeva a disputare una partita di tennis. Celebri restano le frasi e le metafore che Caciagli usava con la stampa e con i tifosi. Quando una sua squadra non vinceva e magari pareggiava, Caciagli era solito affermare che comunque si era aggiunto fieno in cascina. La stessa frase veniva poi utilizzata per smorzare i facili entusiasmi di fronte a risultati eclatanti, perché Caciagli manteneva sempre un atteggiamento equilibrato e composto. Il suo stile gli impedì sempre di essere inutilmente polemico ed aggressivo, mai una frase sopra le righe o un tono acceso, mai si fece trascinare in sterili accuse ad arbitri od avversari. A Ferrara, dove venne particolarmente apprezzato, lasciò il ricordo di un gentleman inglese dalla parlata toscana che gli valse l'appellativo di Sor Mario.
Con 103 panchine totalizzate nel Taranto durante le due esperienze, è tuttora l'allenatore con più presenze ufficiali nella storia del club.

## Carriera

### Giocatore
Terzino lineare e roccioso ma mai falloso, cresce calcisticamente prima del conflitto mondiale nel Pontedera per poi passare, nella stagione 1946-1947 in Serie B nella Ternana. Con la maglia dei rossoverdi disputa 31 presenze in un anno che vede gli umbri sfiorare la massima serie.
Nel 1947 approda alla Fiorentina con la quale esordisce in Serie A il 25 gennaio 1948 a Firenze contro la Lazio. Nel 1948-1949 torna in Serie C con il Piombino, per risalire poi in Serie B con la SPAL in una stagione che sarà fondamentale per la sua futura carriera di allenatore perché a Ferrara incontrerà Paolo Mazza. Trascorrerà poi quattro stagioni al Vicenza prima di tornare in Serie C e poi in IV Serie con la Carrarese. Con i gialloazzurri chiuderà la sua carriera di calciatore nel 1956.
Ha esordito con la maglia della Carrarese il 19 settembre 1954 in occasione dell'incontro con la Cremonese (campionato di Serie C) disputando complessivamente 33 gare. Nella stagione 1955-1956 ancora con la Carrarese Caciagli collezionava 29 presenze. Chiudeva la carriera nel 1956-1957 sempre a Carrara (1 presenza) il 23 dicembre 1956 contro il Cecina nella gara terminata 2-2. La Carrarese giocò con questa formazione: Persi, Caciagli, Bettini, Lomi, Grevi, Rosini, Parma, Massagrande, Ongaro, Latini, Pelloni. Reti di Pelloni e Massagrande per la Carrarese. Caciagli chiuse con il calcio giocato quando aveva 33 anni ed una prestigiosa carriera alle spalle. Con la Carrarese ha complessivamente disputato 63 partite ufficiali.

### Allenatore

Caciagli allenatore della SPAL

Inizia a Carrara per poi approdare alla Lazio come secondo di Fulvio Bernardini. Allenerà successivamente in Serie C l'Arezzo, la Sambenedettese, la Triestina, la Ternana, la Massese e, portandolo alla promozione in Serie B per poi allenarlo fra i cadetti, il Taranto.
Ma la stagione più importante per Caciagli è quella legata alla promozione in Serie B della SPAL nel 1972-1973, quando Paolo Mazza si ricordò del suo giocatore degli anni cinquanta e lo ingaggiò per rilevare Eugenio Fantini. La SPAL era negli ultimi posti in classifica ma con Caciagli vinse il campionato a seguito di una rimonta. Plasmata la squadra attorno al regista Lucio Mongardi, al difensore  Giulio Boldrini ma, soprattutto, all'ala sinistra Franco Pezzato, Caciagli consegnò a Ferrara una squadra entrata nella leggenda. A Ferrara rimase due ulteriori anni, conquistando il cuore dei tifosi e contrastando spesso Mazza che non si rassegnava a far decidere la formazione all'allenatore. Nel 1975, al primo risultato avverso, Mazza colse l'occasione per esonerare Caciagli ed affidare la squadra al più allineato Guido Capello. Caciagli allenerà poi il Modena in Serie B e, nel 1976-1977, la Reggiana in Serie C.
Tornerà a Ferrara, nel 1978, richiamato dalla nuova dirigenza che tentò con il suo ingaggio di placare gli animi perché la SPAL era nuovamente retrocessa in Serie C. Condurrà per la seconda volta i biancoazzurri alla promozione nel 1978 e resterà altri tre anni alla SPAL, di cui due di B, per poi passare al Padova, dove portò i biancoscudati dalla C2 alla Serie C1 nel 1981 ed allenò i patavini anche nella stagione successiva. Poi allenò la Lucchese in Serie C2, quindi tornò in Serie C1 di nuovo con il Modena, ed infine con la Pistoiese, con cui concluse la sua carriera di allenatore nel 1985 a 62 anni.

## Palmarès

### Allenatore
- Campionato italiano Serie C: 3

Taranto: 1968-1969 (girone C)
SPAL: 1972-1973 (girone B), 1977-1978 (girone B)
- Campionato italiano Serie C2: 1

Padova: 1980-1981 (girone B)

## Riconoscimenti
A seguito di un referendum fra i tifosi della SPAL, fu proclamato allenatore del secolo dei biancoazzurri. Il premio, ritirato dai figli del grande sportivo, gli venne conferito postumo il 26 settembre 2007 nell'ambito dei festeggiamenti, tenutisi a Ferrara, per ricordare il centenario di fondazione della SPAL.